# 사헌부
사헌부(司憲府)는 고려와 조선시대 감찰 업무를 담당하는 행정기관으로, 지금의 검찰, 감사원, 헌법재판소의 기능을 수행하였다. 
헌부(憲府)·백부(栢府)·상대(相臺)·오대(烏臺)·어사대(御史臺)·감찰사 등의 별칭을 가졌다. 
중앙과 지방의 행정을 감찰하고, 관리를 규찰하며 풍속을 바로잡고, 사건을 심리하며 탄핵을 주관하며 종친(宗親)과 문무백관을 규탄함은 물론 국왕에 대해서도 언제나 극간(極諫)하는 것을 본령(本領)으로 삼았다.
시정(時政)의 옳고 그름을 분별하여 밝히고, 관리들의 비행과 불법행위를 따져 살피는 동시에 어지러운 풍속을 바로잡고, 백성들이 원통하거나 억울한 일을 당했을 때 이를 풀어 주며, 지위를 남용하거나 오용하는 것을 막는 등 국정 전반에 걸쳐 힘이 미치지 않는 분야가 없을 정도로 다양한 업무를 처리했다. 
관리들의 비행에 대한 탄핵감찰권과 일반 범죄에 대한 감찰권, 인사와 법률 개편에 대한 서경권(署經權)을 가지고 있었으며, 왕의 부당한 처사에 대한 거부권을 행사할 수 있는 봉박(封駁)을 행사하였다. 
사헌부는 관원의 기강을 감찰하는 사법기능을 담당하였던 만큼 그 위풍이 삼엄하였으며, 그 가운데서도 감찰은 비록 하위에 있었지만 제1선의 검찰을 담당하여 조정의 예회(禮會)·국고의 출납·제사·과거 등 모든 일에 임검(臨檢)하여 범칙(犯則)을 사찰하였다. 
이와 같은 관료의 전횡과 국왕의 전제를 견제하는 체제는 그 기원이 역시 중국에 있었던 것이기는 하나, 그 기능이 정치에 있어서 현저하게 작용했던 것은 조선왕조에 있어서의 한 특징이라고 할 만한 것이다. 
그리하여 사헌부의 기구와 기능은 사간원(司諫院)과 같이 군신(君臣)의 권한을 조정하고 조선왕조의 중앙집권적인 관인체제의 질서를 유지하려고 한 장치였다. 

## 역사
사헌부라는 이름을 얻은 것은 고려 공민왕 때이다. 
조선 태조는 건국과 동시에 고려의 제도를 계승하여 사헌부를 설치하였다. 조선시대를 통하여 표준이 된 직제는 대사헌(大司憲：종2품) 1명, 집의(執義：종3품) 1명, 장령(掌令：정4품) 2명, 지평(地坪：정5품) 2명, 감찰(監察：정6품) 13명으로 되었고 서리(書吏) 39명이었다. 
원래 1392년(태조 1) 창설 당시는 대사헌 1명, 중승(中丞) 1명, 겸중승(兼中丞) 1명, 시사(侍史) 2명, 잡단(雜端) 2명, 감찰(監察) 20명이었다가, 1401년(태종 1)에 중승을 집의로, 시사를 장령으로 고치고, 겸중승은 없애고 감찰을 24명으로 하여 모두 다른 관리로 하여금 겸임케 하였다. 
세종 때에 겸임제도를 폐지함과 동시에 감찰 11명을 감원하여 이 제도가 고정화되었으며, 연산군 때 지평을 없애고 장령 2명을 늘렸다가 중종 즉위 후 환원하였다.

## 구성
| 품계  | 관직           | 정원 | 비고                               |
| ----- | -------------- | ---- | ---------------------------------- |
| 종2품 | 대사헌(大司憲) | 1명  |                                    |
| 종3품 | 집의(執義)     | 1명  |                                    |
| 정4품 | 장령(掌令)     | 2명  |                                    |
| 정5품 | 지평(持平)     | 2명  |                                    |
| 정6품 | 감찰(監察)     | 13명 | 문관 3명, 무관 5명, 음관(蔭官) 5명 |

이속(말단 행정직원)으로 서리(일반 행정 담당) 25인[경국대전에서는 39인을 두었으나 대전통편에서 55인으로 증원, 대전회통에서 25인으로 감원], 서사(문서 필사 담당) 2인, 소유(감찰관 보좌) 33명, 군사(軍士) 3명이 있었다.

## 같이 보기
- 어사대
- 삼사
  - 사간원
  - 홍문관
- 감사원